# Oisc av Kent
Oisc var en av de tidiga kungarna av Kent och regerade i 25 år, från 488 till 516.
Man vet mycket lite om honom, och det lilla som finns bevarat om honom är ofta vagt och mindre trovärdigt. Han var förmodligen son eller sonson till Hengest, som lär ha lett den Anglo-Saxiska erövringen av Kent. Enligt Bede's Ecclesiastical History of the English People, var Oiscs givna namn Orric. Bede indikerar att han skulle varit son till Hengest, och anlänt till Britannien med honom, med tillstånd av den brittiske kungen Vortigern. Oisc var far till Octa, som sedermera efterträdde honom. Hans efterträdare kom senare att kalla sig för "Oiscingar" efter honom.